# Peugeot 1007
Peugeot 1007 – samochód osobowy typu minivan klasy aut najmniejszych produkowany przez francuską markę Peugeot w latach 2004 - 2009.

## Historia i opis modelu

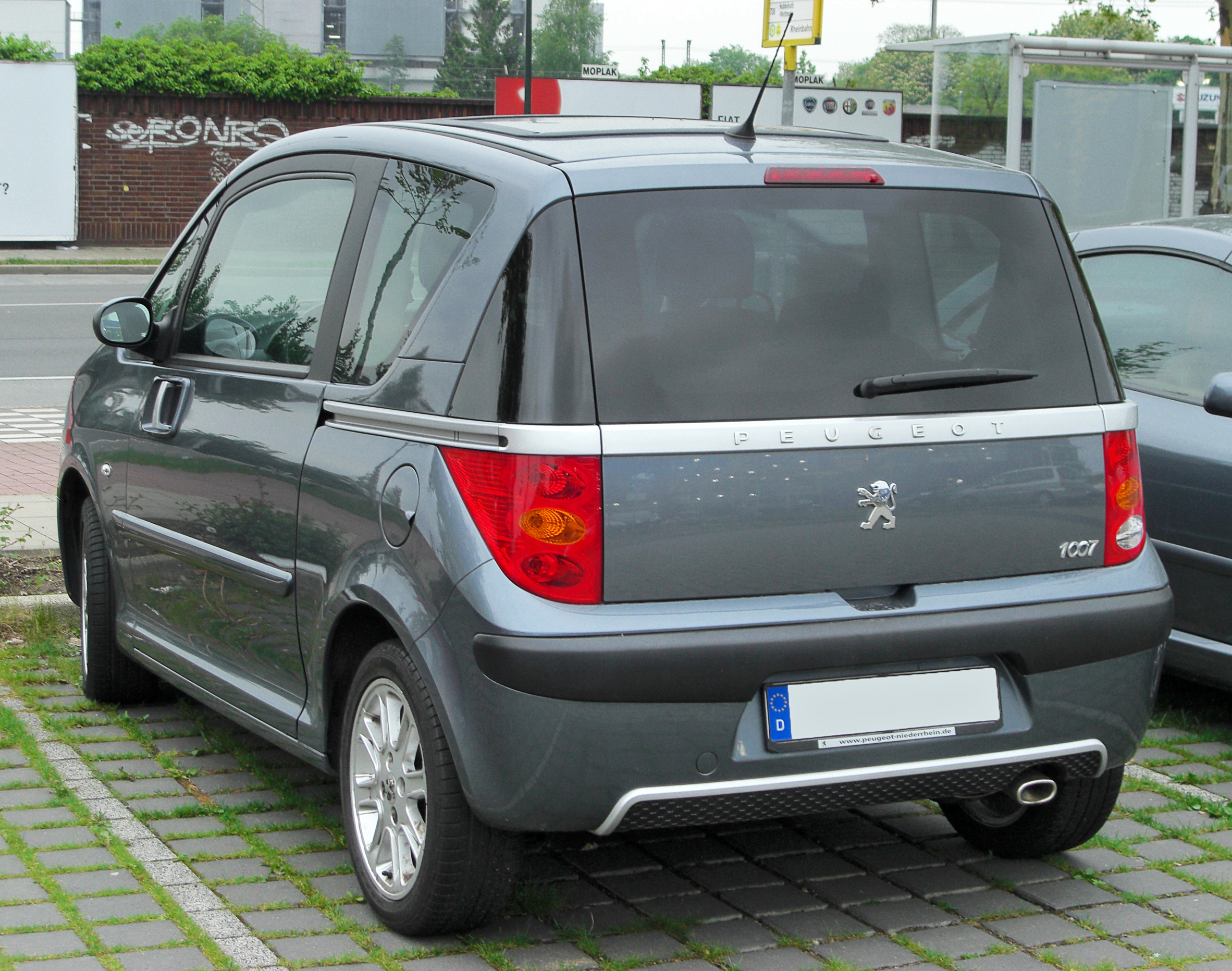
Peugeot 1007 - tył

W 1007 zastosowane były nietypowe, elektrycznie przesuwane drzwi boczne, ułatwiające wsiadanie i wysiadanie na zatłoczonych parkingach.
Maksymalny poziom produkcji osiągnięto w 2005 roku. Powstało wówczas 73827 szt. W następnych latach poziom produkcji szybko się obniżył do kilkunastu tysięcy sztuk rocznie.

### Dane techniczne
| Wersja                | Silnik:                          | Układ zasilania:   | Średnica × skok tłoka: | St. sprężania:     | Moc maksymalna:                   | Maks. moment obrotowy      | 0-100 km/h:        | V-max:             |
| Silniki benzynowe:    | Silniki benzynowe:               | Silniki benzynowe: | Silniki benzynowe:     | Silniki benzynowe: | Silniki benzynowe:                | Silniki benzynowe:         | Silniki benzynowe: | Silniki benzynowe: |
| --------------------- | -------------------------------- | ------------------ | ---------------------- | ------------------ | --------------------------------- | -------------------------- | ------------------ | ------------------ |
| 1.4 75                | R4 1,4 l (1360 cm³), SOHC        | wtrysk             | 75,00 mm × 77,00 mm    | 10,2:1             | 73 KM (55 kW) przy 5500 obr./min  | 118 N•m przy 3400 obr./min | 14,8 s             | 167 km/h           |
| 1.4 90                | R4 1,4 l (1360 cm³), DOHC        | wtrysk             | 75,00 mm × 77,00 mm    | 10,2:1             | 88 KM (65 kW) przy 5250 obr./min  | 133 N•m przy 3250 obr./min | 13,6 s             | 173 km/h           |
| 1.6 110               | R4 1,6 l (1587 cm³), DOHC        | wtrysk             | 78,50 mm × 82,00 mm    | 11,0:1             | 109 KM (80 kW) przy 5800 obr./min | 147 N•m przy4000 obr./min  | 11,1 s             | 190 km/h           |
| Silniki wysokoprężne: |                                  |                    |                        |                    |                                   |                            |                    |                    |
| 1.4 HDi 70            | R4 1,4 l (1398 cm³), SOHC, turbo | wtrysk             | 73,70 mm × 82,00 mm    | 17,9:1             | 68 KM (51 kW) przy 4000 obr./min  | 150 N•m przy 1750 obr./min | 16,8 s             | 163 km/h           |
| 1.6 16v HDi FAP       | R4 1,6 l (1560 cm³), DOHC, turbo | wtrysk common rail | 75,00 mm × 88,30 mm    | b/d                | 109 KM (80 kW) przy 4000 obr./min | 240 N•m przy 1750 obr./min | 11,4 s             | 185 km/h           |

### Sprzedaż
Za źródłem:
| Rok  | Liczba egzemplarzy |
| ---- | ------------------ |
| 2004 | 1100               |
| 2005 | 53800              |
| 2006 | 34100              |
| 2007 | 18600              |
| 2008 | 11000              |
| 2009 | 5200               |